# Waarborgfonds Sociale Woningbouw
Het Waarborgfonds Sociale Woningbouw (WSW) is een Nederlands onafhankelijk instituut dat zich bezighoudt met de zorg voor optimale financiering van vastgoed in de publieke sector voor de aangesloten instellingen. Het heeft daartoe ook een risicomonitoring opgezet, die heeft voorkomen dat er ooit daadwerkelijk aanspraak op de borgstelling is gedaan. Het is een zelfstandige stichting waar circa 45 mensen werken. WSW is in 1983 opgericht door de Nationale Woningraad (NWR) en NCIV Koepel voor Woningcorporaties.

## Geschiedenis
Aan het einde van de 20e eeuw heeft de Nederlandse regering de woningcorporaties op afstand geplaatst. In de zogenaamde bruteringsoperatie was een verzelfstandiging van de sociale huursector voorzien. Voor de bruteringsoperatie konden corporaties géén actief financieringsbeleid voeren en hadden zij ook geen financieel belang bij een optimaal rentebeheer, omdat lagere rentes zouden leiden tot lagere subsidies. Door de bruteringsoperatie zijn deze banden verbroken.
De sociale sector werd volledig verantwoordelijk voor haar eigen financiering en hieraan verbonden risico’s. Voor de brutering lagen deze risico's bij het Rijk, deze was actief als kapitaalverschaffer en als verstrekker van garanties. Deze rollen zijn na de brutering komen te vervallen.
Hiervoor zijn in de plaats gekomen de garanties van het Waarborgfonds Sociale Woningbouw (WSW). Het WSW werkt hierbij nauw samen met het Autoriteit woningcorporaties. Het WSW garandeert de schulden van de corporaties aan banken en andere kapitaalverschaffers. Het WSW wordt op haar beurt geborgd door het Rijk en de gemeenten. In geval dat het WSW geld nodig heeft om aan haar verplichtingen te voldoen zullen Rijk en gemeenten elk 50% van de benodigde bedragen voldoen boven op de aan het WSW door corporaties afgegeven obligo's. Het WSW heeft door deze garanties de hoogste kredietrating, AAA, verkregen van zowel Moody's als Standards & Poor's, wat een goede toegang van corporaties tot de kapitaalmarkt garandeert tegen gunstige financiële condities.

## Activiteiten
Het WSW zorgt ervoor dat woningbouwcorporaties tegen gunstige rentetarieven geld kunnen lenen. Als organisatie doet ze dit door garanties te verstrekken aan hun financiers. De corporaties bouwen hierdoor tegen zo laag mogelijke kosten sociale woningbouwprojecten en maatschappelijk vastgoed en de financiers krijgen maximale zekerheid.

### Voorwaarden garanties
Het WSW verstrekt alleen garanties aan woningcorporaties als deze aan een aantal voorwaarden voldoet. Deze betreffen financiële eisen zoals de kasstroom, maar ook de kwaliteit van het onderpand en de organisatie van de corporatie. Een deelnemer die voldoet aan de eisen krijgt van het WSW een zogenaamde kredietwaardigheidsverklaring. Daarmee kan die corporatie bij geldverstrekkers aantonen dat ze in aanmerking komt voor borgstelling door het WSW.
Bij het bepalen van de kredietwaardigheid van de corporatie zijn vooral de toekomstige kasstromen belangrijk. Huurontvangsten en de verkoop van woningen zijn belangrijke bronnen van inkomsten waar uitgaven voor onderhoud, personeel en de organisatie tegenover staan. De netto kasstroom moet voldoende zijn om de rente en aflossing op de schulden te betalen. Het WSW maakt hierbij gebruik van drie criteria:
- Interest-coverage ratio (ICR): Het WSW hanteert de interest-coverage ratio om vast te stellen in hoeverre een corporatie in staat is aan haar renteverplichtingen te voldoen. De ICR wordt gehanteerd als maatstaf voor de rentedekkingsgraad, de formule die WSW hierbij hanteert is: (kasresultaat + rente-uitgaven + vennootschapsbelasting)/rente-uitgaven. Een ICR lager dan 1,3 geeft het WSW een signaal dat een corporatie in een moeilijke periode al snel niet meer aan haar renteverplichtingen kan voldoen en dan ook onvoldoende geld beschikbaar heeft voor aflossingen.
- Debt service coverage ratio (DSCR): Dit kengetal geeft aan of er voldoende operationele kasstromen worden gegenereerd voor rente en aflossing. De DSCR behoort minimaal 1,0 te bedragen.
- 2% aflossingsfictie: Voor de bepaling van de 2% aflossingsfictie worden de netto kasstromen verhoogd met de rente- en onderhoudsuitgaven die toe te rekenen zijn aan investeringsprojecten. Op dat saldo wordt 2% van het lang vreemd vermogen per ultimo laatste boekjaar in mindering gebracht en dit laatste bedrag moet positief zijn. Het WSW is van mening dat elke corporatie in staat moet zijn haar leningenportefeuille binnen 50 jaar af te lossen met de gegenereerde operationele kasstromen.

Op basis van de integrale analyse bepaalt het WSW de risico’s die aan een corporatie verbonden zijn en de waarschijnlijkheid dat zij niet aan de verplichtingen zou kunnen voldoen. Corporaties met een hoog risico worden doorverwezen naar de Autoriteit woningcorporaties voor sanering. In de loop der jaren is de indeling in onderscheiden risicoklassen meermalen gewijzigd.
Vanaf 2014 geven de jaarverslagen van het WSW een overzicht waarin de risicoclassificatie is gecombineerd met de omvang van de mogelijke schade in geval van een aanspraak op het WSW. Vanaf 2018 ontwikkelde dit zich als volgt:
Ultimo 2018, aantal corporaties en geborgd bedrag:
| Risicoscore | Categorie 1     | Categorie 2    | Categorie 3    |
| ----------- | --------------- | -------------- | -------------- |
| Hoog        | 3, € 0,2 mld    | 2, € 0,8 mld   | 1, € 4,5 mld   |
| Midden      | 27, € 2,3 mld   | 15, € 5,6 mld  | 2, € 5,3 mld   |
| Laag        | 183, € 16,3 mld | 61, € 27,2 mld | 15, € 27,4 mld |

Ultimo 2019, aantal corporaties en geborgd bedrag:
| Risicoscore | Categorie 1     | Categorie 2    | Categorie 3    |
| ----------- | --------------- | -------------- | -------------- |
| Hoog        | 2, € 0,1 mld    | 1, € 0,6 mld   | 1, € 4,5 mld   |
| Midden      | 18, € 1,6 mld   | 12, € 4,9 mld  | 1, € 1,7 mld   |
| Laag        | 175, € 16,4 mld | 66, € 28,6 mld | 15, € 27,6 mld |

Ultimo 2020, aantal corporaties en geborgd bedrag:
| Risicoscore | Categorie 1    | Categorie 2    | Categorie 3    |
| ----------- | -------------- | -------------- | -------------- |
| Hoog        | 1, € 0,008 mld | 0, € 0 mld     | 0, € 0 mld     |
| Midden      | 8, € 1,3 mld   | 9, € 4,2 mld   | 1, € 3,9 mld   |
| Laag        | 104, € 7,8 mld | 69, € 31,4 mld | 13, € 22,6 mld |

### Geborgde leningen
Per eind 2020 was 98% van de corporaties deelnemer van het WSW. In 2020 heeft het WSW voor een bedrag van € 7,4 miljard aan leningen geborgd waarmee het totaal geborgde bedrag uitkwam op € 81,3 miljard. De WSW-borging geldt alleen voor nieuwbouw en renovatie van sociale woningen en voor maatschappelijk vastgoed.
De onderstaande tabel geeft een overzicht van de garanties die door het WSW gedurende het jaar zijn verstrekt en het totaal aan geborgde leningen per jaarultimo.
| Omschrijving             | 2006 | 2007 | 2008 | 2009 | 2010 | 2011 | 2012 | 2013 | 2014 | 2015 | 2016 | 2017 | 2018 | 2019 | 2020 | 2021 | 2022 | 2023 | 2024 |
| ------------------------ | ---- | ---- | ---- | ---- | ---- | ---- | ---- | ---- | ---- | ---- | ---- | ---- | ---- | ---- | ---- | ---- | ---- | ---- | ---- |
| Nieuwe geborgde leningen | 7,9  | 9,0  | 11,5 | 9,8  | 15,1 | 7,9  | 9,5  | 5,5  | 4,8  | 4,9  | 3,6  | 4,9  | 5,8  | 6,3  | 7,4  | 6,6  | 7,5  | 8,3  | 10,4 |
| Totaal geborgd           | 59,7 | 64,9 | 71,7 | 75,8 | 85,3 | 86,3 | 87,4 | 86,2 | 85,1 | 83,8 | 82,2 | 81,8 | 79,8 | 80,0 | 81,3 | 83,0 | 85,2 | 88,6 | 94,9 |

De belangrijkste kapitaalverschaffers aan de corporaties zijn de zogenaamde sectorbanken; vooral de Bank Nederlandse Gemeenten en de Nederlandse Waterschapsbank zijn zeer actief. De rol van andere banken is, met een aandeel van slechts enkele procenten, zeer bescheiden. Pensioenfondsen en verzekeringsmaatschappijen zijn eveneens redelijk actief. De sectorbanken verschaffen 80% tot 90% van de nieuwe leningen; pensioenfondsen en verzekeringsmaatschappijen nagenoeg het restant.

## Effecten Regeerakkoord 2012
Op basis van een doorberekening van de plannen van het regeerakkoord 2012 beperkt het WSW bij alle deelnemers de borging van de financieringsbehoefte. In dit regeerakkoord zijn plannen opgenomen zoals de verhuurdersheffing en het maximeren van de huren op 4,5% van de WOZ-waarde. In november 2012 heeft WSW de effecten doorgerekend en concludeerde dat de effecten op de kasstromen van corporaties zeer negatief zijn. Daar waar in 2013 ongeveer 47% van de corporaties niet meer aan de criteria van het WSW zal kunnen voldoen, loopt dit bij ongewijzigd beleid op naar 89% in 2016. Begin 2013 zal de WSW op basis van nieuwe prognoses van corporaties nader beoordelen wat de effecten van de voorgestelde maatregelen zijn op individuele corporaties.
Het Centraal Planbureau (CPB) had eerder ook de effecten van het regeerakkoord doorgerekend. De invoering van een maximale huur van 4,5% van de WOZ-waarde, dat voor huurders met een inkomen boven de € 43.000 de maximale huur tijdelijk buiten werking wordt gesteld en de verhuurdersheffing leidt in 2040 tot € 2,4 miljard aan extra huurinkomsten voor de woningcorporaties, waarvan € 1,2 miljard wordt afgeroomd via de verhuurdersheffing aldus het CPB.

## Derivaten
Het WSW sluit het gebruik van financiële derivaten niet volledig uit, maar wel wordt nadrukkelijk het hebben van open posities verboden. Het WSW borgt géén derivaten en daaruit voortvloeiende margin calls.
Woningcorporaties zijn in principe niet in staat grote liquiditeitsbuffers aan te houden. Het WSW hanteert het "eigen middelen eerst" principe, waarbij corporaties pas borging krijgen indien zij geen eigen middelen meer beschikbaar hebben om te investeren. Hierdoor is het voor woningcorporaties theoretisch niet mogelijk om over eigen liquide middelen te beschikken waarmee margin calls voldaan kunnen worden. Uit het derivatenonderzoek is gebleken dat een aantal corporaties de geborgde financiering wel hiervoor hebben ingezet.
Deze mogelijkheid werd geboden door de introductie in 2007 van de bedrijfsfinanciering. Hierbij wordt op basis van kasstroomprognoses en geplande investeringen een zogenaamd faciliteringsvolume aan corporaties toegekend. Dit is het maximale bedrag aan externe financiering voor een periode van maximaal drie jaar, waarvoor het WSW op voorhand bereid is garant te staan. Deze maatregel is genomen om corporaties de mogelijkheid te beiden op het meest geschikte moment en voor grotere bedragen leningen af te sluiten. Nadeel is echter dat corporaties hiermee forse bedragen aan geborgde financiering kunnen opnemen zonder dat daar daadwerkelijk een investeringsuitgave tegenover staat. Daardoor wordt een liquiditeitspositie gecreëerd die oneigenlijk aangewend kan worden om bijvoorbeeld margin calls te voldoen. Het ontbreken van een waterdichte controle op de feitelijke besteding van geborgde financiering heeft de corporaties de mogelijkheid geboden het geld hieraan te besteden.

### Vestia-affaire
Het NRC Handelsblad verweet op 12 mei 2012 in een uitgebreid artikel dat het waarborgfonds jaren heeft zitten slapen als toezichthouder, terwijl de woningcorporaties, met name Vestia, zich volstopten met risicovolle derivaten. Per 1 oktober 2012 kondigde minister Liesbeth Spies strengere eisen af voor het in bezit hebben van derivaten door woningbouwcorporaties. In het beleid van Spies krijgen corporaties onder andere de plicht om een buffer aan te houden die rekening houdt met een rentebeweging van 2%.

## Voetnoot
1. 1 2 3 4 5 6  Tweede Kamer, Balansverkorting geldelijke steun volkshuisvesting, vergaderjaar 2000-2001, 23 817, nr. 64, 18 januari 2001, geraadpleegd op 25 november 2012
2. ↑  (de) Jan Kuhnert, Olof Leps (1 januari 2017). Neue Wohnungsgemeinnützigkeit. Springer Fachmedien Wiesbaden, 187–212. ISBN 9783658175696.
3. ↑  Categorie 1: tot € 250 mln; categorie 2: € 250 mln - € 1 mld; categorie 3: meer dan € 1 mld.
4. ↑  Bron: Jaarverslagen van het WSW over de genoemde jaren
5. 1 2 3 4  WSW bericht, WSW beperkt borging, 22 november 2012, geraadpleegd op 25 november 2012
6. ↑  CPB: analyse economische effecten financieel kader Regeerakkoord, 12 november 2012, geraadpleegd op 29 november 2012.
7. 1 2 3 4 5 6 7  CFV Derivaten bij woningcorporaties, 31 mei 2012, geraadpleegd op 7 december 2012
8. ↑  http://www.nrc.nl/nieuws/2012/05/12/waarborgfonds-stimuleerde-aankoop-risicoproducten-woningcorporaties/
9. ↑  http://www.wsw.nl/overwsw/nieuws/1/108/